# CP Urbanos de Coimbra
A CP Coimbra é o serviço ferroviário explorado pela CP, fazendo parte da CP Urbanos, que tem como missão a prestação de serviços ferroviários a partir da cidade de Coimbra com a sua sub-região e com cidades próximas.
A rede tem 1 linha e uma extensão total de 45,4 km, totalmente eletrificada e maioritariamente duplicada no troço coincidente com a Linha do Norte, ligando a cidade de Coimbra com a cidade da Figueira da Foz, passando por Montemor-o-Velho e Soure.
Os comboios urbanos circulam por 4 municípios, prestando assim um serviço para mais de 240 mil habitantes entre as cidades de Coimbra e Figueira da Foz, passando pelas vilas de Montemor-o-Velho e Soure. Em 2019 registou-se mais de 890 mil de passageiros, o número mais elevado de sempre.

## História
Em 2004, a CP abandonou o serviço do Ramal da Lousã, ligando a cidade de Coimbra com Miranda do Corvo, Lousã e Serpins, encerrando assim o ramal, e em 2011, através do abandono do serviço do Ramal da Figueira da Foz, ligando as cidades de Coimbra e Figueira da Foz, passando por Cantanhede, a extensão da linha reduziu-se de 144,3 km para pouco mais de 45 km, tendo somente o serviço entre as cidades de Coimbra e Figueira da Foz.
No dia 20 de Setembro de 2021, juntamente com os urbanos de Lisboa e do Porto, os Urbanos de Coimbra participaram na campanha de bilhetes a 1 euro, em comemoração do Ano Europeu do Transporte Ferroviário.

## Frota em Serviço
| Série    | Imagem | Unidades em Operação       | Entr. em Serviço | Comprimento  | Vel. máx. | Nº Passag.           |
| -------- | ------ | -------------------------- | ---------------- | ------------ | --------- | -------------------- |
| UTE 2240 |        | Unidades Triplas Elétricas | 2004             | 3 x 22,890 m | 120 km/h  | sent. + pé 264 + 272 |

## Linhas

### Linha da Figueira da Foz
A Linha da Figueira da Foz liga o centro de Coimbra com a cidade da Figueira da Foz, passando pelas vilas de Montemor-o-Velho e Soure, tendo um cumprimento de 45,4 km e servindo 20 estações, ligando as duas cidades entre 52min e 1h18min. A linha atravessa toda a Região de Coimbra, desde do interior ao litoral, e liga os municípios de:
- Coimbra (estações de Coimbra, Coimbra-B e Taveiro e apeadeiros de Bencanta, Espadaneira, Casais, Vila Pouca do Campo e Ameal)
- Montemor-o-Velho (estações de Verride e Bifurcação de Lares e apeadeiros de Pereira, Formoselha-Santo Varão, Marjual e Reveles)
- Soure (estação de Alfarelos e apeadeiro de Montemor)
- Figueira da Foz (estação da Figueira da Foz e apeadeiros de Lares, Fontela e Fontela-A)

Atravessa 4 municípios, servindo mais de 240 mil habitantes nesses municípios.

#### Trajeto

Rede dos Urbanos de Coimbra antes de suprimir o serviço com Pampilhosa.

- Coimbra[4]
- Coimbra-B
- Bencanta
- Espadaneira
- Casais
- Taveiro
- Vila Pouca do Campo
- Ameal
- Pereira
- Formoselha-Santo Varão
- Alfarelos
- Montemor
- Marjual
- Verride
- Reveles
- Bifurcação de Lares
- Lares
- Fontela
- Fontela-A
- Figueira da Foz

## Metro Mondego

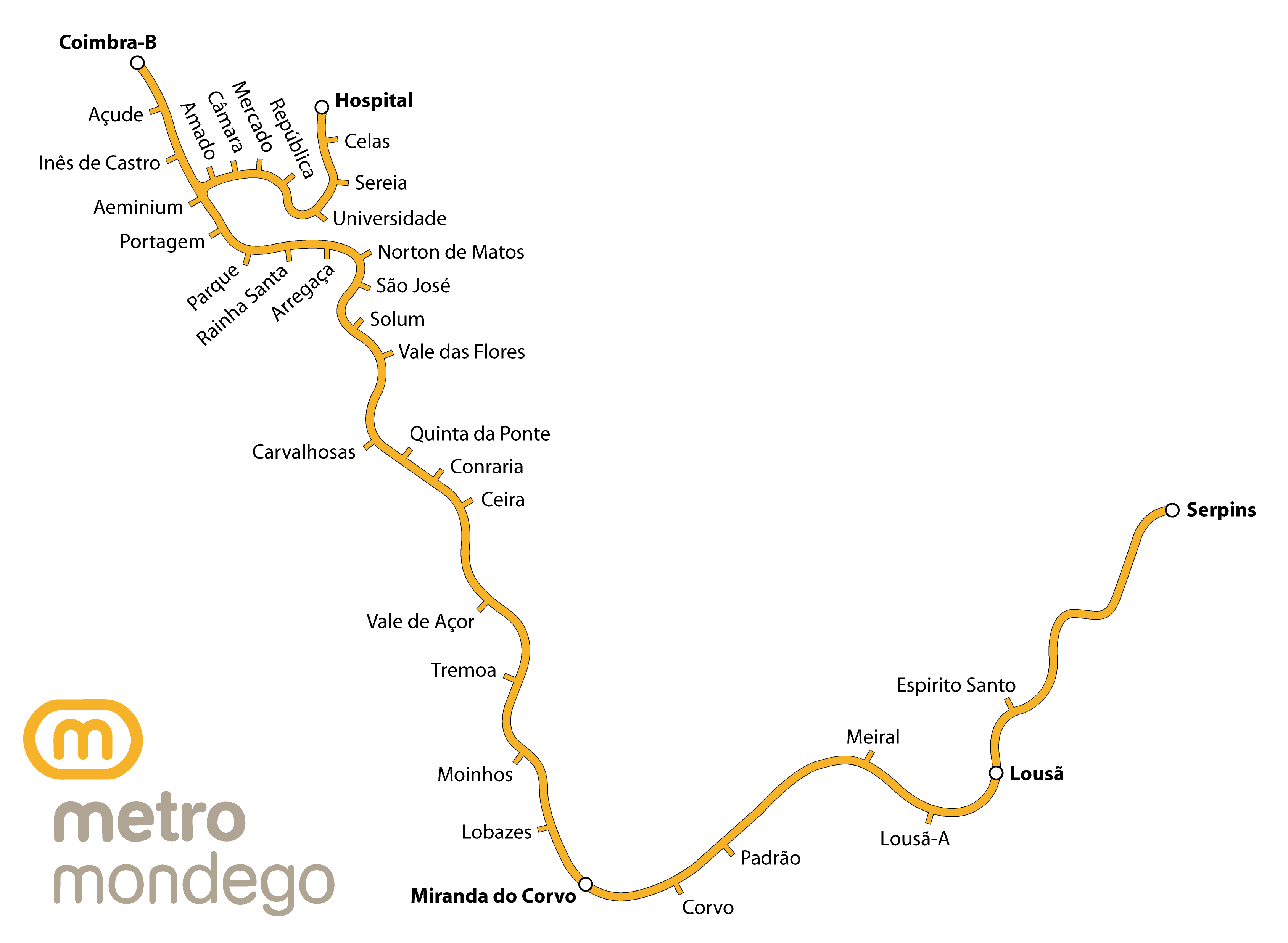
Mapa da Rede Metro Mondego

O Metro Mondego é um projeto da construção de uma rede de metropolitano ligeiro de superfície nos municípios de Coimbra, Miranda do Corvo e Lousã, publicado em 2006, que irá circular no antigo Ramal da Lousã, que foi encerrada em 2004. Foi a primeira versão do projeto do Sistema de Mobilidade do Mondego antes de este projeto ser profundamente reformulado em 2017, passando de um sistema de metro para um sistema de Bus Rapid System – conhecido também como metrobus, um sistema de autocarros elétricos a circularem numa via separada do restante trânsito. Depois da crise financeira em 2011, o projeto foi adiado várias vezes e a previsão da conclusão é em 2024. 